# 摩根峰
摩根峰（英語：Morgan Peak），是南極洲的山峰，位於帕爾默地，處於利克山東北面6公里，屬於豪貝格山脈的一部分，海拔高度約1,100米，在1985年由美國南極名稱諮詢委員命名，現時由南極條約體系管理。